# Münchner Domglocken

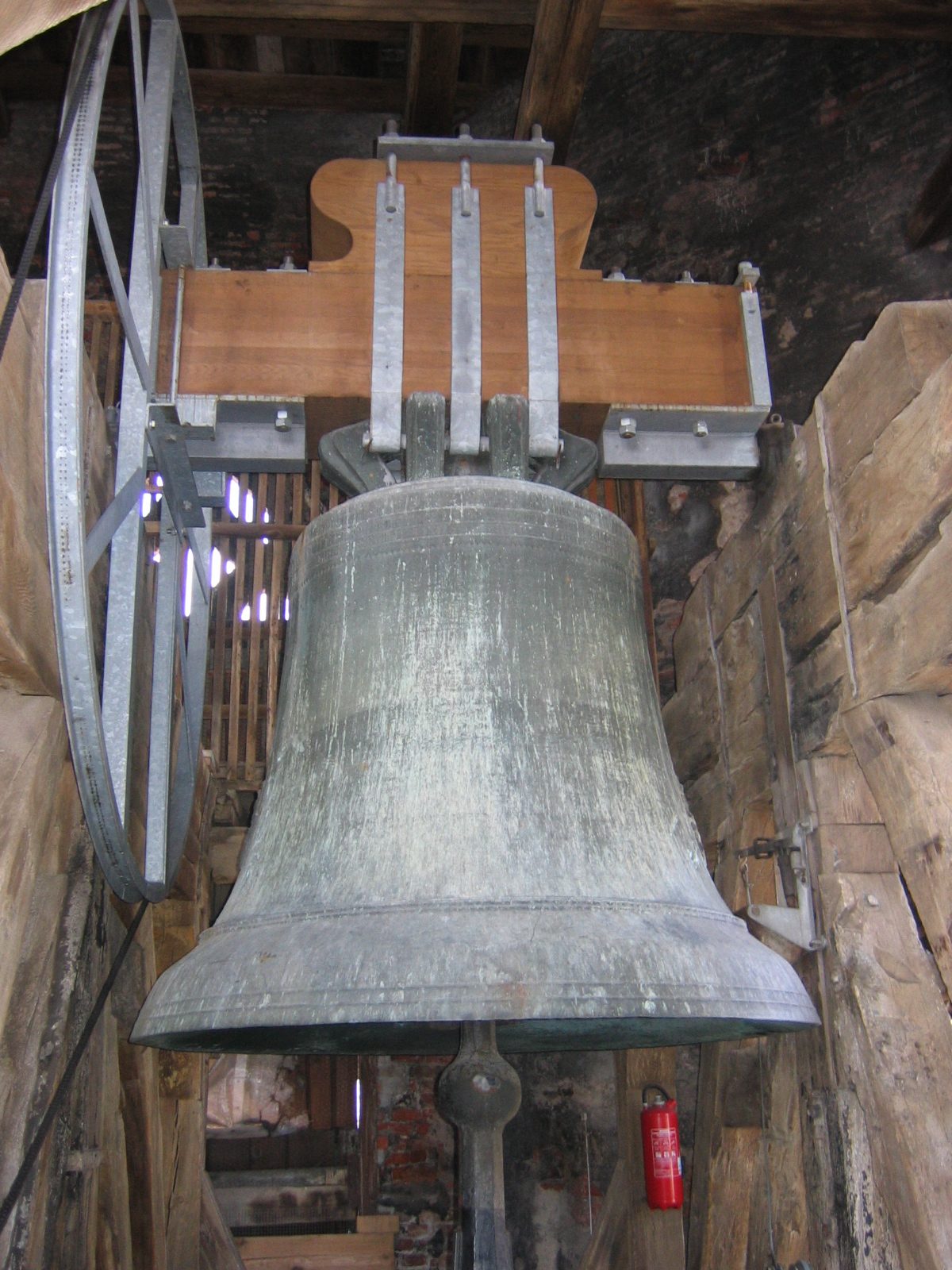
Salveglocke von 1490

Die Münchner Domglocken sind das Geläut der Frauenkirche zu München, der Kathedrale des Erzbistums München und Freising.
Das Geläut besteht aus zehn Glocken des 14., 15., 17. und 21. Jahrhunderts und zählt zu den bedeutendsten Glockenensemblen Deutschlands.
Charakteristisch sind sowohl die Zusammenstellung der sehr unterschiedlichen Klangbilder der einzelnen Glocken als auch das tragende Fundament des Geläuts, die rund acht Tonnen schwere Susanna oder Salveglocke. Sie gehört zu den größten Kirchenglocken Bayerns und wird als eine der klangschönsten Glocken des Mittelalters in Europa gerühmt. Die Glocke wurde 1490 vom Stuttgarter Glockengießer Hans Ernst im Auftrag von Albrecht IV. in Regensburg gegossen.
Es finden regelmäßig Glockenkonzerte statt, zum Beispiel am Bennofest.

## Geschichte

### Bestand bis zum Ersten Weltkrieg
Bis zum Ersten Weltkrieg hingen insgesamt zehn Glocken auf den Domtürmen:
Nordturm:
1. Susanna, Salveglocke von 1490, Schlagton a0
2. Frauenglocke von 1617, Schlagton c1
3. Guldein Kron, Rosenkranzglocke von 1452, Schlagton c1
Südturm:
4. Bennoglocke von 1617, Schlagton d1
5. Winklerin von 1451, Schlagton e1
6. Praesenzglocke von 1492, Schlagton f1
7. Aveglocke, Mittagerin von 1847
8. Frühmessglocke von 1442, Schlagton b1
9. Chorherrenglocke, Klingl aus dem 14. Jh., Schlagton e2
10. Aussetzglöcklein aus dem 14. Jh.

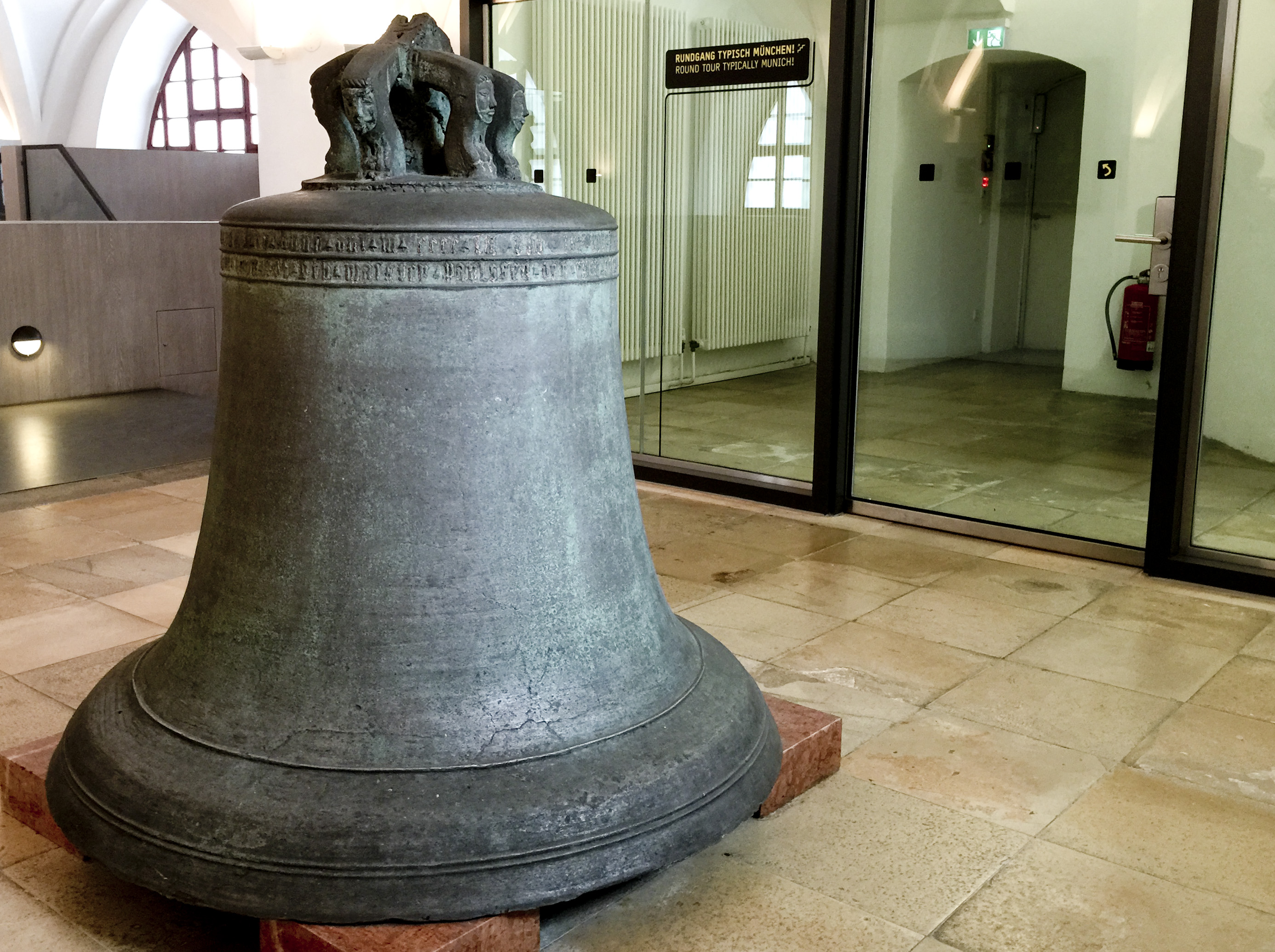
Rosenkranzglocke im Stadtmuseum München

Die etwa 2.500 Kilogramm schwere Rosenkranzglocke wurde 1929 für 5.500 Reichsmark an das Münchner Stadtmuseum verkauft, wo sie noch heute unversehrt erhalten geblieben ist. Aus welchen Gründen sie damals dorthin gelangte ist nicht klar. Vielleicht weil ihre Funktion als Rosenkranzglocke die leichtere Aveglocke übernahm, weil es Stadttore längst nicht mehr gegeben hat oder weil sie den Schlagton der Frauenglocke verdoppelte; laut einer durchgeführten Klanganalyse hat sie den Ton c1. Auf der Glocke steht folgende Inschrift:
O REX GLORIE VENI CUM PACE. / ANNO DM M CCCC LII / UND IST VOL PRACHT PEI HER KASPERN AINDORFFERN. /
ICH LOB JESUS MARIA JOHANNES UND SAND KASPERN. / ICH HAIS DIE GULDEIN KRON /
GOT GEB MAISTER PAVLSSEN DER MICH GOS DEN EBIGEN LON.
Als Zier trägt sie Reliefs des Gekreuzigten mit Maria und Johannes. Die Kronbügel tragen Menschenköpfe. Ihrer Gestaltung nach ähnelt die 1452 gegossene Guldein Kron – wie sie in der Inschrift genannt wird – der ein Jahr zuvor, ebenfalls von Meister Paulus, gegossenen Winklerin.
Die Bezeichnung als Sperrglocken rührt daher, dass sie ursprünglich zur allabendlichen Schließung der Stadttore („Sperrstunde“) geläutet wurde. Währenddessen soll der Rosenkranz gebetet worden sein, wonach auch ihre Funktionsbezeichnung als Rosenkranzglocke zu erklären ist. Zudem muss sie auch im Vollgeläut aller Domglocken erklungen sein, wie ein zeitgenössischer Bericht von 1530 erwähnt, dass man „alle gloggen“ zum Besuch des Kaisers Karls V. in München läutete. Nach Matthias Seanner „[gab] diese […] Glocke früher auch das Zeichen zur Torsperre und Öffnung der alten Stadt, woher es kommen mag, daß sie für ungeweiht galt.“ An ihrer Stelle im Glockenstuhl des Nordturmes hängt heute ihre „Schwester“, die Winklerin von 1451, die wohl bis ins 20. Jahrhundert im Südturm hing. Mit ihr und der 1442 ebenfalls von Meister Paulus gegossenen Frühmessglocke, mit der Klingl und mit dem Aussetzglöcklein hing sie bereits im Südturm des Vorgängerbaus des heutigen Domes und war die damals tontiefste Glocke. Erst mit dem Neubau gelangte sie zur Susanna in den Nordturm und wurde als Sperr- und Rosenkranzglocke genutzt.
Auch über den Verbleib des angeblich im 14. Jahrhundert (gotische Majuskelinschrift) gegossenen, etwa 115 Kilogramm schwere Aussetzglöcklein ist nichts bekannt. Nach ihrer Inschrift war diese Glocke der heiligen Anna geweiht und läutete zur heiligen Wandlung (seit dem 17./18. Jahrhundert auch Wandlgloggen genannt) beziehungsweise zur Aussetzung des Allerheiligsten; daher ihre Bezeichnung. Anton Mayer schreibt, dass diese kleinste Domglocke „wenn die Gebete für Sterbende vor dem Allerheiligsten verrichtet wurden“ geläutet wurde.
Aus einer mittelalterlichen Vorgängerin, der alten Aveglocke oder Mittagerin goss 1847 Wolfgang Hubinger eine neue, etwa 900 Kilogramm schwere Glocke. Was mit dieser Glocke nach 1913 geschah, ist nicht bekannt. Sie trug ein Bildnis der Maria Immaculata sowie die Inschrift:
ME RESONANTE PIA LAUDETUR VIRGO MARIA

### Zwischenkriegszeit

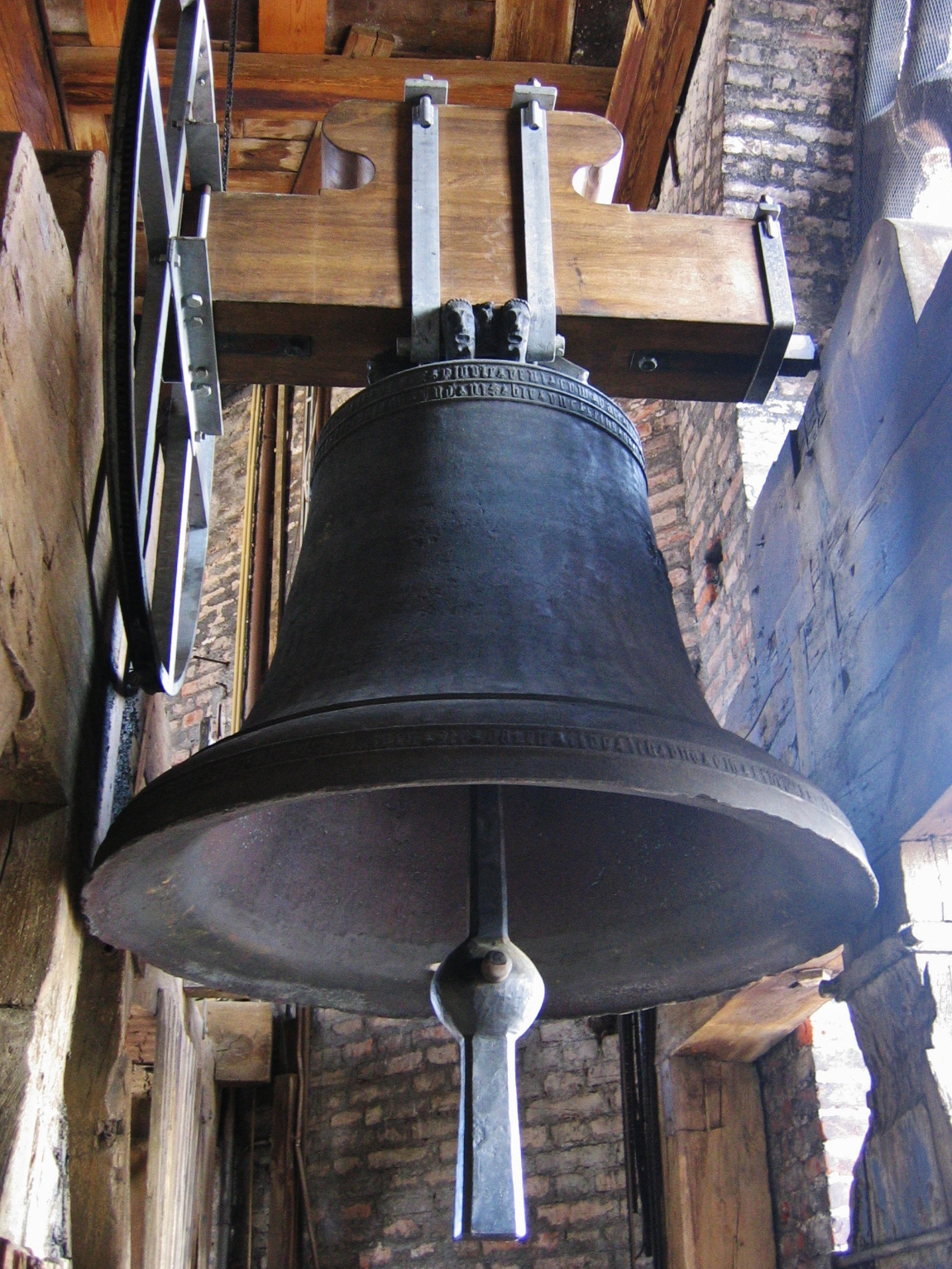
Winklerin von 1451

Als Ersatz für die verlorene Aveglocke und das Aussetzglöcklein kam 1929 zwei neue Glocken auf den Südturm. Sie sollten die Tonsprünge einerseits zwischen Praesenzglocke und Frühmessglocke sowie andererseits zwischen Frühmessglocke und Klingl auffüllen. Außerdem wurde die Rosenkranzglocke aus dem Nordturm demontiert, an das Stadtmuseum verkauft und die Winklerin in das freigewordene Stuhlfach umgehängt.
Nordturm:
1. Susanna, Salveglocke von 1490, Schlagton a0
2. Frauenglocke von 1617, Schlagton c1
4. Winklerin von 1451, Schlagton e1
Südturm:
3. Bennoglocke von 1617, Schlagton d1
5. Praesenzglocke von 1492, Schlagton f1
6. Sebastiansglocke von 1929, Schlagton g1
7. Frühmessglocke von 1442, Schlagton b1
8. Josephsglocke von 1929, Schlagton c2
9. Chorherrenglocke, Klingl aus dem 14. Jh., Schlagton e2

### Nach dem Zweiten Weltkrieg

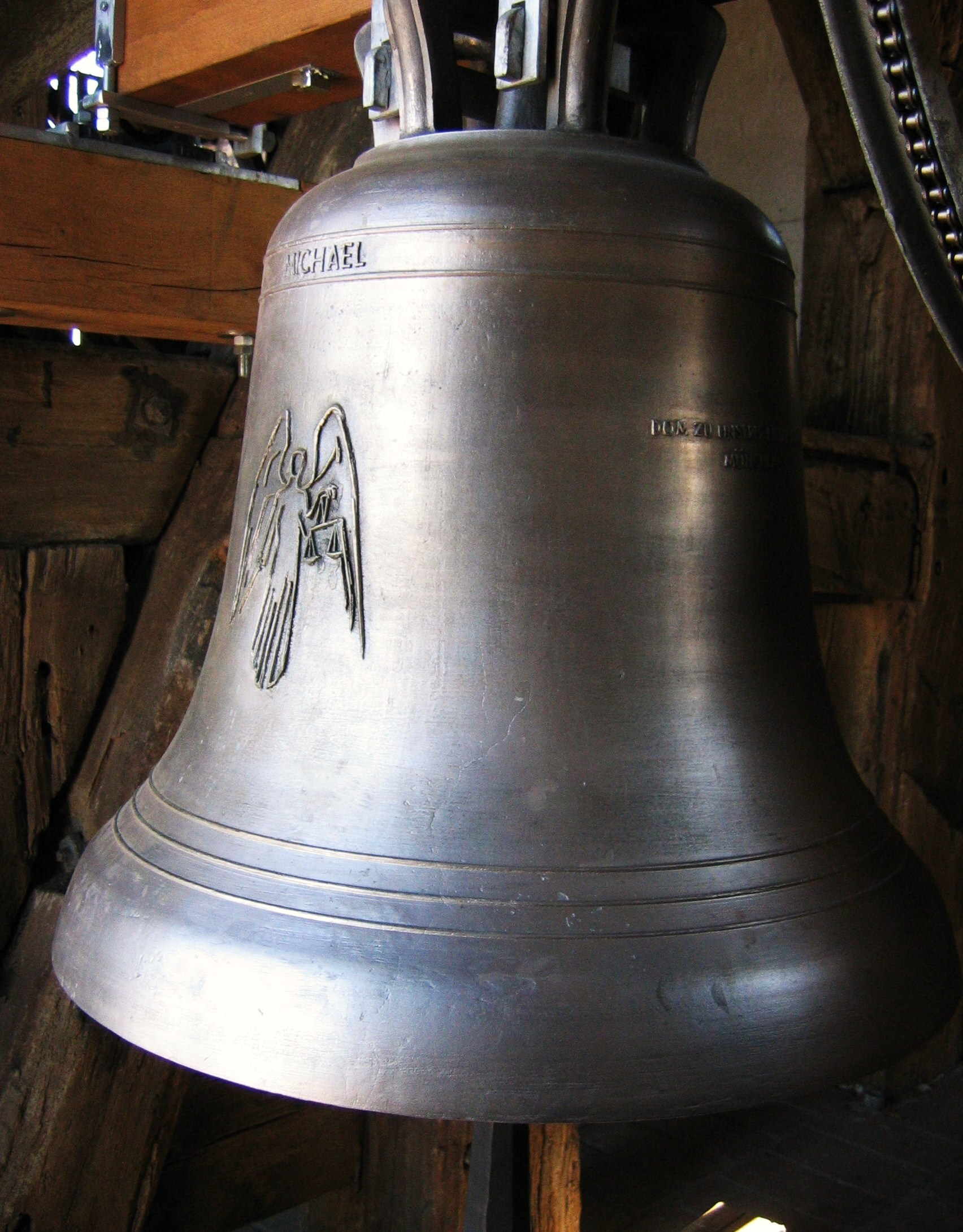
Michaelsglocke von 2003

Die beiden Glocken von 1929 mussten abgeliefert werden. Die übrigen Glocken blieben unversehrt. 1958 goss Karl Czudnochowsky aus Erding eine neue 650 Kilogramm schwere Glocke für den Südturm, die an die Stelle der Sebastiansglocke von 1929 trat. Das Domgeläut umfasste somit acht Glocken.
Nordturm:
1. Susanna, Salveglocke von 1490, Schlagton a0
2. Frauenglocke von 1617, Schlagton c1
4. Winklerin von 1451, Schlagton e1
Südturm:
3. Bennoglocke von 1617, Schlagton d1
5. Praesenzglocke von 1492, Schlagton f1
6. Piusglocke von 1958, Schlagton g1
7. Frühmessglocke von 1442, Schlagton b1
8. Chorherrenglocke, Klingl aus dem 14. Jh., Schlagton e2

### Domgeläut seit der Erweiterung von 2003
Um das Domgeläut wieder auf seinen vormaligen Umfang von zehn Glocken zu erweitern, ließ der damalige Domkapellmeister Karl-Ludwig Nies unter seinen Chorsängern Spenden zusammentragen und beauftragte 2003 die Glockengießerei Rudolf Perner in Passau, drei neue Glocken zu gießen. Dafür wurde die Piusglocke im Frühjahr 2004 entfernt, da sie für klanglich ungeeignet gehalten wurde; die Rosenkranzglocke von 1452 wurde nicht wieder läutbar gemacht.
Das Glockengeläut im Südturm wurde ab Freitag, 6. März 2020, vorübergehend abgestellt. Bei Untersuchungen im Rahmen einer laufenden Baumaßnahme waren am historischen Glockenträger im südlichen Turm witterungsbedingte Beeinträchtigungen der Balkenstruktur festgestellt worden. Gefahr bestand nicht, vorsorglich wurde aber auf zusätzliche Belastungen aus den Schwingungen des Glockengeläuts verzichtet, während der Stundenschlag beibehalten wurde. Mit der Einstellung des Geläuts wurde die Standsicherheit des Glockenträgers gesichert, sodass die laufenden Instandsetzungsmaßnahmen am Südturm weiter durchgeführt werden konnten.
Ein halbes Jahr nach dem vorläufigen Abstellen des Glockengeläuts im Südturm des Münchner Liebfrauendoms erklangen die Glocken zum Einläuten des Sonntags am Samstag, 5. September 2020, um 15 Uhr erstmals wieder in vollem Klang. Die Balkenstruktur war nun soweit abgestützt, dass ein Tragwerksplaner die Freigabe erteilt hatte, die Glocken wieder läuten zu dürfen.
| Nr. | Name                      |                | Audio | Gussjahr | Gießer, Gussort               | Durchmesser (mm) | Masse (kg) | Schlagton (a1=435 Hz) | Turm |
| 01  | Susanna (Salveglocke)     | Susanna        |       | 1490     | Hanns Ernst, Regensburg       | 2.060            | ≈8.000     | a0                    | Nord |
| 02  | Frauenglocke              | Frauenglocke   |       | 1617     | Bartholomaeus Wengle, München | 1.665            | ≈3.000     | c1                    | Nord |
| 03  | Bennoglocke               | Bennoglocke    |       | 1617     | Bartholomaeus Wengle, München | 1.475            | ≈2.100     | d1                    | Süd  |
| 04  | Winklerin                 | Winklerin      |       | 1451     | Meister Paulus, München       | 1.420            | ≈2.000     | es1                   | Nord |
| 05  | Praesenzglocke            |                |       | 1492     | Ulrich von Rosen, München     | 1.320            | ≈1.600     | e1                    | Süd  |
| 06  | Cantabona                 | Cantabona      |       | 2003     | Rudolf Perner, Passau         | 1.080            | ≈0.870     | g1                    | Süd  |
| 07  | Frühmessglocke            | Frühmessglocke |       | 1442     | Meister Paulus, München       | 1.050            | 0.≈800     | a1                    | Süd  |
| 08  | Speciosa                  | Speciosa       |       | 2003     | Rudolf Perner, Passau         | 0.890            | ≈0.540     | ces2                  | Süd  |
| 09  | Michaelsglocke            | Michaelglocke  |       | 2003     | Rudolf Perner, Passau         | 0.840            | ≈0.440     | c2                    | Süd  |
| 10  | Klingl (Chorherrenglocke) | Klingl         |       | 14. Jh.  | anonym                        | 0.740            | 0.≈350     | es2                   | Süd  |

## Läuteordnung
Es liegt eine differenzierte Läuteordnung vor, die zum Teil auf historische Läutebräuche zurückgreift.
Das tägliche Angelusläuten erfolgt morgens um 7, mittags um 12 und abends um 20 Uhr beziehungsweise um 21 Uhr im Sommerhalbjahr. Zu den einzelnen Betzeiten wird mit unterschiedlichen Glocken geläutet: Morgens läutet die Winklerin, mittags die Frauenglocke und abends die Bennoglocke. Jeden Abend schließt sich die Frühmessglocke zum Gedächtnis für die Verstorbenen des Tages an. Am Donnerstagabend läutet nach der Frühmessglocke die Praesenzglocke als sogenannte Angstglocke (Mt 26,36–46 ). Am Samstagabend erklingt zusätzlich zur Praesenzglocke auch noch die Cantabona. Die große Susanna beschließt an den Abenden der hohen Festtage das Abendläuten. Sie gibt auch das Vorläuten zu Pontifikalgottesdiensten und an Hochfesten. Gemäß ihrer Stiftungsbestimmung, zum Salve Regina des Chorgebetes zu läuten, daher rührt auch ihr Name, erklingt sie seit 1994 wieder jeden Sonntagabend zum Abschluss der Vesper (kurz vor 18 Uhr). Außerdem kündet die Susanna vom Verschied des Papstes oder Erzbischofs. Die Totenglocke der Dompfarrei ist die kleine Klingl. Als Taufglocke dient die Cantabona. Die Frühmessglocke erklingt zwar nicht mehr zur ersten Hl. Messe des Tages, aber noch am Vormittag um 08:55 Uhr zur 9-Uhr-Messe.
Bis ins Jahr 1997 erklang zu den Maiandachten das "Salve Regina"-Motiv mit den Glocken c1 – e1 – g1 – a1.
Sonn- und Feiertage werden am Vortag um 15 Uhr mit dem Geläut zum Hochamt eingeläutet. Die Läutedauer zu den Messen liegt zwischen 5 und 15 Minuten. Zu den Sonntagsmessen erfolgt 30 Minuten vor Beginn ein Vorläuten, zu hohen Festtagen zusätzlich 60 Minuten vor Beginn. Im Folgenden gibt es eine Übersicht über die Geläute in den liturgischen Zeiten, eine Aufzählung von besonderen Motiven sowie Anlässe, zu denen das Vollgeläut aller zehn Glocken bestimmt ist. Eine Besonderheit stellte bis 2004 das Einläuten des Palmsonntags am Vortag um 15 Uhr dar. Hierzu erklang einmalig im Kirchenjahr das Teilgeläut aus den fünf mittelalterlichen Glocken Susanna, Winklerin, Praesenzglocke, Frühmessglocke und Klingl.
Besonders hervorzuheben ist bei der Läuteordnung des Münchner Doms, dass zum Gloria am Gründonnerstag nicht wie traditionell üblich, noch einmal vor dem Verstummen der Glocken, das Plenum von den Türmen, sondern hier nur das Te Deum aus a0 - c1 - d1 erklingt.
| Anlass | Audio | Anzahl Glocken | 1  | 2  | 3  | 4   | 5  | 6  | 7  | 8  | 9  | 10  |  |
| Patrozinium Maria Immaculata 8. Dezember, Christmette, 1. Weihnachtstag, Neujahrsnacht, Osternacht (Gloria/Auszug), Ostersonntag, Pfingstsonntag, Mariä Aufnahme in den Himmel, Allerheiligen |       | 10             | a0 | c1 | d1 | es1 | e1 | g1 | a1 | h1 | c2 | es2 |  |
| Ostermontag, Fronleichnam, Benno-Fest, Kirchweihfest, Stephanusfest, Pontifikalamt außerhalb von Hochfesten und werktags, Christkönigsonntag (Abschluss des Kirchenjahres), Primiz            |       | 8              | a0 | c1 | d1 |     | e1 | g1 | a1 | h1 | c2 |     |  |
| Epiphanie |       | 7              | a0 | c1 | d1 |     | e1 | g1 | a1 | h1 |    |     |  |
| Pontifikal-Requiem |       | 6              | a0 | c1 |    |     | e1 |    | a1 | h1 | c2 |     |  |
| Domweihe |       | 5              | a0 | c1 | d1 |     | e1 |    | a1 |    |    |     |  |
| Sonnabend vor Palmsonntag 15:00 Uhr |       | 5              | a0 | c1 |    | es1 |    |    | a1 |    | c2 | es2 |  |
| Aschermittwoch |       | 3              | a0 | c1 |    | es1 |    |    |    |    |    |     |  |
| Gründonnerstag |       | 3              | a0 |    |    |     | e1 |    | a1 |    |    |     |  |
| Zulassungsfeier der Katechumenen zur Erwachsenentaufe |       | 3              | a0 | c1 |    |     | e1 |    |    |    |    |     |  |
| Pontifikal-Jahresschlussandacht an Silvester |       | 3              | a0 | c1 | d1 |     |    |    |    |    |    |     |  |
| Allerseelen, Pontifikalrequiem für die verstorbenen Bischöfe |       | 2              | a0 | c1 |    |     |    |    |    |    |    |     |  |
| Sonntage der Weihnachts- und Osterzeit, Darstellung des Herrn |       | 9              |    | c1 | d1 | es1 | e1 | g1 | a1 | h1 | c2 | es2 |  |
| Sonntage im Jahreskreis, Vorabendmesse zu Hochfesten werktags |       | 7              |    | c1 | d1 |     | e1 | g1 | a1 | h1 | c2 |     |  |
| Samstage zur Osterzeit und Weihnachtszeit |       | 6              |    | c1 | d1 | es1 |    | g1 |    |    | c2 | es2 |  |
| Sonntage der Fastenzeit |       | 5              |    | c1 | d1 | es1 |    | g1 |    |    |    | es2 |  |
| Sonntage der Adventszeit |       | 5              |    | c1 |    | es1 |    | g1 |    |    | c2 | es2 |  |
| Maiandacht |       | 5              |    | c1 |    |     | e1 | g1 | a1 |    | c2 |     |  |
| Taufgottesdienst, Vesper mit Dreikönigswasserweihe (5. Januar) |       | 3              |    | c1 |    |     |    | g1 |    |    | c2 |     |  |
| Samstage der Fastenzeit |       | 3              |    | c1 | d1 | es1 |    |    |    |    |    |     |  |
| Samstage im Jahreskreis |       | 5              |    | c1 | d1 | es1 |    | g1 |    |    | c2 |     |  |
| Samstage der Adventszeit |       | 5              |    | c1 |    |     |    | g1 | a1 | h1 | c2 |     |  |
| Requiem für die Verstorbenen der Dompfarrei und der Herz-Mariä-Bruderschaft |       | 2              |    | c1 |    | es1 |    |    |    |    |    |     |  |
| Werktage der Weihnachts- und Osterzeit |       | 5              |    |    | d1 |     | e1 | g1 | a1 | h1 |    |     |  |
| Werktage im Jahreskreis |       | 4              |    |    | d1 |     | e1 | g1 | a1 |    |    |     |  |
| Werktage der Adventszeit |       | 4              |    |    | d1 |     |    | g1 | a1 | h1 |    |     |  |
| Werktage der Fastenzeit |       | 3              |    |    | d1 |     | e1 | g1 |    |    |    |     |  |
| Werktage der Fastenzeit nach dem Passionssonntag |       | 2              |    |    | d1 |     | e1 |    |    |    |    |     |  |
| Montag & Dienstag der Karwoche |       | 2              |    |    |    | es1 | e1 |    |    |    |    |     |  |
| Karmette Gründonnerstag |       | 3              |    |    |    |     |    |    | a1 | h1 |    | es2 |  |
| Werktage der Weihnachts- und Osteroktav |       | 6              |    |    | d1 |     | e1 | g1 | a1 | h1 | c2 |     |  |